# Notes inégales
Die Notes inégales [nɔt ineˈɡal] französisch „ungleiche Notenwerte“ ist eine Bezeichnung für die spezielle Art rhythmischer Veränderung von regelmäßig aufeinander folgenden kurzen Notenwerten – eine Spielweise, die insbesondere in der französischen Musik für Tasteninstrumente des 16. bis 18. Jahrhunderts üblich war.

## Begriffsbestimmung
Wörtlich bedeutet der Begriff „Notes inégales“ eigentlich „ungleiche Noten“, jedoch ist diese Übersetzung sehr ungenau und gibt nur wenig über das Wesen und die Bedeutung des Jeu inégal wieder. Die Ausführung der Notes inégales beim Musizieren erfolgt in der Weise, dass bei paarweise zusammengehörenden Notenwerten die erste, betonte Note zeitlich verlängert wird, und dafür die zweite, unbetonte entsprechend verkürzt wird, so dass aber die zeitliche Summe beider Noten erhalten bleibt (der umgekehrte Fall, die Verkürzung der ersten und die Verlängerung der zweiten Note hat den Namen Lombardischer Rhythmus). Diese Spielweise ergibt sich nicht aus dem vorhandenen Notenbild, sondern wird vom Ausführenden selbständig hinzugefügt; sie dient der Belebung beim Spielen von Musikwerken aus der erwähnten Epoche, indem sie einem Musikstück „mehr Anmut“ verleihen soll. Dies gehört zum Typ der aufführungspraktischen Konventionen für den erwähnten historischen Stilbereich, die vom ausführenden Spieler zuvor eigenständig erkannt werden muss. Innerhalb dieses Bereichs war diese Belebung durch die Faktoren Ausdruck, Artikulation, Bewegungsform und Taktart festgelegt. Diese „Inegalisierung“ erfolgt üblicherweise bei fortlaufenden kürzeren Noten in lebhaften, fließenden Bewegungen.
Bei den Taktarten 2/2, 3/4, 6/4, 9/4 und 12/4 sind die inegalisierten Notenwerte die Achtelnoten, bei den Taktarten 4/4, 2/4, 3/8, 4/8, 6/8, 9/8 und 12/8 sind es die Sechzehntelnoten und bei der Taktart 3/2 die Viertelnoten. Das Längenverhältnis zwischen den ungleichen Notenlängen war nicht genau festgelegt. Der rhythmische „Schärfungsgrad“ ergab sich aus dem Affekt der Musik. Es gab die Verhältnisse 5:3, 2:1, 3:1 bis zu 7:1 (letzteres eine „doppelte Punktierung“) und weitere Zwischenwerte. Nach Louis Couperin wurden auch folgende Formen unterschieden:
- détaché für gleichförmige Achtelbewegung
- louré für eine leichte Inégalité – etwa wie der ternäre Rhythmus im Jazz, und
- piqué für eine scharfe Absetzung der jeweils zweiten Achtelnoten, etwa wie die bekannten einfach punktierten Noten.

Der Grad des Jeu inégal hing hauptsächlich vom Charakter des Musikstücks, aber auch in hohem Maße vom guten Geschmack („bon goût“) des Spielers ab. Es durfte keinesfalls zu einer starren und schematischen Umsetzung kommen. Lagen die stilistischen Voraussetzungen vor, verstand sich die Anwendung der Notes inégales von selbst; nur in Ausnahme- und Zweifelsfällen wurde sie, etwa durch die Anweisung „pointè“ oder eine punktierte Notation eigens vorgeschrieben. War dagegen, abweichend von der üblichen Ausführung, eine gleichmäßige Wiedergabe einer Kette von Notenwerten verlangt, stand hier die Vorschrift „Notes égales“, oder es wurden Artikulationspunkte bzw. -striche über den Noten angebracht.

## Historische Aspekte
Die Belege für die Spielweise der Notes inégales kommen überwiegend aus Frankreich, und zwar zuerst von Loys Bourgeois im Jahr 1550 in seiner Schrift Le droict chemin de musique, danach häufiger von der Mitte des 17. Jahrhunderts bis zum Ende des 18. Jahrhunderts. Der italienische Komponist Girolamo Diruta (1561 – nach 1610) gibt im Jahr 1593 in seinem Orgellehrbuch Il transilvano ein Beispiel zur Artikulation in der französischen Musik, indem er „gute Noten“ als buona bezeichnet und sie mit dem Buchstaben B markiert, während er die sogenannten „schlechten Noten“ cattiva nennt und ihnen den Buchstaben C gibt. Er verwendet nicht ausdrücklich den Begriff der Inégalité, aber seine Beispiele beschreiben eindeutig eine Artikulation, die genau im französischen Sinne zwischen längeren (schweren) und kürzeren (leichteren) Notenwerten unterscheidet.
François Couperin (1668–1733) schreibt in seinem Lehrbuch L’art de toucher le claveçin aus dem Jahr 1716 folgendes: „Il y a selon moy dans notre facon d’ecrire la musique, des effauts qui se raportent à la manière d’ecrire notre langue. C’est que nous écrivons différement de ce que nous éxécutons […]. Par example: Nous pointons plusieurs croches de suite par degrésconjoints; et cependant nous les marquons égales“, d. h. „Meiner Ansicht nach liegen in unserer Musikniederschrift Fehler, die in unserer Sprachniederschrift begründet sind. Wir notieren nämlich abweichend von unserer wirklichen Ausführung […], z. B. spielen wir mehrere stufenmäßig verlaufende Achtel, als seien sie punktiert, und doch zeichnen wir sie als gleichmäßige auf“.
Auch in Spanien, in England und in den Niederlanden war die Inegalisierung eine geläufige Praxis, aber nicht in Italien. François Couperin schreibt in der genannten Abhandlung von 1716: „… die Italiener notieren ihre Musik so, wie sie sich deren Ausführung gedacht haben“. In Deutschland war jedoch die typisch französische Spielweise bekannt und wurde bei den einschlägigen Kompositionen angewandt. So wird in allen namhaften damaligen deutschen Lehrbüchern die Inegalität als das Prinzip des zeitlich ungleichen Notenpaares ausführlich beschrieben und unmissverständlich erläutert. Auch Johann Sebastian Bach kennt und verwendet ohne Zweifel die Inegalisierung als kunstvolles Stilmittel, so im Contrapunctus 6 in der Kunst der Fuge (BWV 1080) mit der Überschrift „In stylo francese“. Kontrovers diskutiert wurde dagegen längere Zeit, ob bei Bachs Werken für Tasteninstrumente ebenfalls die Inegalisierung anzuwenden sei. Heute hat sich die Ansicht durchgesetzt, dass sie dort wohl grundsätzlich möglich, aber keineswegs unbedingt erforderlich ist.
Weitere Beispiele gibt es in Veröffentlichungen von Johann Caspar Horn (1664) oder bei Georg Muffat (im Florilegium secundum, Passau 1698), darüber hinaus in vielen deutschen Schriften bis ins 18. Jahrhundert. So gibt es entsprechende Belege bei Johann Gottfried Walther (1708), Johann Joachim Quantz (1752), Carl Philipp Emanuel Bach (1753), Georg Simon Löhlein (in den drei Auflagen  seiner Clavier-Schule 1765, 1779 und 1782) und schließlich bei Daniel Gottlob Türk. Letzterer schreibt zur Anwendung des Jeu inégal in seiner Clavierschule (Leipzig/Halle 1789) folgendes: „Besonders wird bei punktierten Noten, sowohl in Ansehung der Einteilung, als des schwerern oder leichtern Vortrages, nach Umständen eine sehr verschiedene Ausführung nötig. Man pflegt nämlich die punktierten Noten größtenteils etwas zu verlängern, und dafür die unmittelbar folgenden Noten um so viel zu verkürzen“. An einer späteren Stelle des gleichen Werks schwächt er aber diese Feststellung ab und befürwortet einen gleichmäßigen Interpretationsstil („dass von mehreren gleich langen Noten jede ihre völlige Dauer bekomme“). Hier wird sichtbar, dass sich das Interpretationsprinzip der Zwei-Noten-Inégalité im Verlauf der Wiener Klassik abschwächt und nach und nach einem elegant-gleichmäßigen Musizieren Platz macht.